# The Last Descent
 (octobre 2023).
La mise en forme du texte ne suit pas les recommandations de Wikipédia : il faut le « wikifier ».
Les points d'amélioration suivants sont les cas les plus fréquents. Le détail des points à revoir est peut-être précisé sur la page de discussion.
- Les titres sont pré-formatés par le logiciel. Ils ne sont ni en capitales, ni en gras.
- Le texte ne doit pas être écrit en capitales (les noms de famille non plus), ni en gras, ni en italique, ni en « petit »…
- Le gras n'est utilisé que pour surligner le titre de l'article dans l'introduction, une seule fois.
- L'italique est rarement utilisé : mots en langue étrangère, titres d'œuvres, noms de bateaux, etc.
- Les citations ne sont pas en italique mais en corps de texte normal. Elles sont entourées par des guillemets français : « et ».
- Les listes à puces sont à éviter, des paragraphes rédigés étant largement préférés. Les tableaux sont à réserver à la présentation de données structurées (résultats, etc.).
- Les appels de note de bas de page (petits chiffres en exposant, introduits par l'outil «  Source ») sont à placer entre la fin de phrase et le point final[comme ça].
- Les liens internes (vers d'autres articles de Wikipédia) sont à choisir avec parcimonie. Créez des liens vers des articles approfondissant le sujet. Les termes génériques sans rapport avec le sujet sont à éviter, ainsi que les répétitions de liens vers un même terme.
- Les liens externes sont à placer uniquement dans une section « Liens externes », à la fin de l'article. Ces liens sont à choisir avec parcimonie suivant les règles définies. Si un lien sert de source à l'article, son insertion dans le texte est à faire par les notes de bas de page.
- La présentation des références doit suivre les conventions bibliographiques. Il est recommandé d'utiliser les modèles {{Ouvrage}}, {{Chapitre}}, {{Article}}, {{Lien web}} et/ou {{Bibliographie}}. Le mode d'édition visuel peut mettre en forme automatiquement les références.
- Insérer une infobox (cadre d'informations à droite) n'est pas obligatoire pour parachever la mise en page.

Pour une aide détaillée, merci de consulter Aide:Wikification.
Si vous pensez que ces points ont été résolus, vous pouvez retirer ce bandeau et améliorer la mise en forme d'un autre article.
 (octobre 2023).
The Last Descent (La Dernière Descente) est un film dramatique, biographique, de survie américain de 2016, coécrit et réalisé par Isaac Halasima et est son premier long métrage. Il est basé sur la tentative de sauvetage de John Edward Jones en 2009 dans la grotte Nutty Putty, à l'ouest du lac Utah. Le film a été produit par Deep Blue Films, Cocollala Pictures et Dark Rider Productions et distribué par Excel Entertainment Group. Il met en vedette Chadwick Hopson, Alexis Johnson, Landon Henneman, Jyllian Petrie et Jacob Omer.

## Synopsis
En 2009, John Jones, étudiant en médecine de 26 ans et spéléologue expérimenté, arrive dans l'Utah pour le week-end de Thanksgiving avec sa femme Emily et sa jeune fille Lizzie. Ils sont récupérés par le frère de John, Josh, qui lui dit que la grotte Nutty Putty a été ouverte après avoir été fermée auparavant. Emily approuve en raison de l'enthousiasme de John et lui et Josh partent explorer la grotte. Après qu'Emily part avec la voiture de Josh, les deux frères entrent dans la grotte. John prend la décision de se séparer et d'explorer un itinéraire non cartographié. Au fur et à mesure qu'il s'enfonce dans la grotte, il se retrouve coincé dans un petit passage. Alors qu'il tente de revenir en arrière pour se libérer, il tombe dans un trou encore plus petit et s'évanouit.
John se réveille à l'envers dans un trou de 45 cm de large et se rend compte qu'il est complètement coincé. Il parvient à alerter Josh, qui tente alors de le sortir de là, mais en vain. Josh, à la demande de John, le quitte à contrecœur pour aller chercher de l'aide. Alors qu'il est seul, John s'évanouit à nouveau à cause de sa position à l'envers. Quelques heures plus tard, il est réveillé par Susie, une secouriste. Elle lui dit que de nombreux sauveteurs sont sur place et font de leur mieux pour le sortir de là. Susie remonte ensuite jusqu'à l'entrée où elle rencontre un expert qui lui dit que si John reste dans le tunnel pendant de longues périodes, son corps commencera à s'éteindre. Un autre sauveteur, Aaron, arrive bientôt sur les lieux. Il a déjà participé à des sauvetages qui se sont terminés de manières tragiques, et il jure de ne pas partir sans avoir sauvé John.
Aaron descend et retrouve John, dont l'état commence à se détériorer. Il assure à John que tout ira bien et lui promet qu'il sortira de la grotte. John s'endort et a une vision de sa fille dans un champ, mais avec un homme plus âgé portant des vêtements gris, qu'il a déjà vu dans des hallucinations, après quoi il se réveille et souffre d'une crise de panique. Aaron parvient à le calmer, mais pas avant que John ne se blesse. John commence à parler à Aaron de sa relation avec Emily. Sa conversation est éclipsée par des flashbacks depuis sa première rencontre avec Emily et leur rencontre. Cette nuit-là, Josh conduit Emily à l'entrée de la grotte de laquelle il convainc les principaux sauveteurs de la laisser rester à l'entrée.
L'état de John continue de s'aggraver au fil des heures. Aaron, Susie et d'autres ouvriers prévoient de sortir John du trou en perçant des poulies dans les murs et en accrochant les cordes à ses pieds. Aaron continue de parler à John, lui donnant occasionnellement du Gatorade pour le garder hydraté. John continue de lui parler de sa relation avec Emily et révèle que lorsqu'il lui a proposé pour la première fois, elle a refusé et sa famille ne l'a pas accepté gentiment. Il a continué à sortir avec elle, au milieu des tensions croissantes entre elle et sa famille. Une radio est descendue dans la grotte et John peut parler avec Emily, qui révèle qu'elle est enceinte. Peu de temps après, il subit une nouvelle crise de panique. En discutant à nouveau avec Aaron, ils réalisent chacun qu'ils ont tous deux servi des missions des Saints des Derniers Jours dans des pays hispanophones. Ils chantent tous les deux « Come Thou Fount of Every Blessing », en espagnol.
Le forage est terminé et l'on tente de sortir John du trou. Cependant, alors que John commence à être extirpé, l'une des foreuses se détache, faisant ainsi exploser de la terre dans toutes les directions, et John replonge dans le trou. Les secouristes sauvent Aaron, blessé, qui peine à regagner la grotte, désemparé par un nouvel échec et la perte de son nouvel ami. Emily se désole à l'entrée de la grotte et parvient à parler une dernière fois à John. Emily discute avec lui durant une minute avant que John ne semble mourir.
Quelque temps plus tard, John se réveille soudainement et, à sa grande surprise, a la force de se sortir du trou. Il appelle Aaron et Susie et trouve les cordes de poulie. Il constate que les blessures qu'il a subies ont disparu. Alors qu'il retourne vers l'entrée, il la trouve déserte et se rend compte qu'il est mort et qu'il est maintenant un esprit dans l'au-delà. Attristé, John retourne dans la grotte.
Dans la grotte, John fait la connaissance d'un autre esprit qui prend la forme d'un bébé. En parlant à l'enfant, il se rend compte qu'il s'agit de son fils qui va bientôt naître. Il réfléchit alors aux hallucinations et aux visions du garçon et de l'homme en gris avec Emily et Lizzie. Il se rend compte que l'homme a toujours été son fils et, en larmes, il dit à l'enfant de veiller sur sa mère et sa sœur. Alors qu'il prend le bébé dans son berceau et sort de la grotte, le petit naît à l'hôpital et est placé dans les bras d'Emily, qui annonce joyeusement qu'elle l'a appelé John. Les sous-titres de l'épilogue indiquent que l'entrée de la grotte a été scellée depuis, le corps de John étant toujours à l'intérieur, et remercient les sauveteurs de la part de la famille.

## Distribution
- Chadwick Hopson John Jones, un étudiant en médecine qui se retrouve coincé dans un trou de 45 cm de large, dans la grotte de Nutty Putty.
- Alexis "Lexy" Johnson Emily Jones, la femme de John.
- Landon Henneman Aaron, ancien secouriste désemparé par les sauvetages passés qui se sont terminés de manières tragiques. C'est un personnage multiple composé de plusieurs secouristes qui ont discuté avec John lors de la tentative de sauvetage.
- Jyllian Petrie Susie, une des secouristes et aussi un personnage multiple.
- Jacob Omer Josh Jones, le frère de John.
- Mason D. Davis L'homme dans l'obscurité, hallucination que John a vue tout au long de sa vie. Il s'avèrera être l'esprit de son fils à naître.
- Paul Tan Dr Doug Murdock, médecin qui informe les sauveteurs de l'état de John.
- Mark Webb Shérif Hodgson, dirige les opérations de sauvetage.
- Kendrey Flake Lizzie, la jeune fille de John.

## Production
Le film a eu une sortie limitée en Arizona, en Utah et en Idaho le 16 septembre 2016.

## Accueil
Le film a eu une sortie limitée mais a reçu des critiques généralement positives, avec des éloges pour sa mise en scène, son jeu d'acteur et sa cinématographie, mais a reçu quelques critiques pour son ton et son rythme,.